# Хрустальное (Луганская область)
Хрустальное (укр. Хрустальне) — посёлок, относится к Краснолучскому городскому совету Луганской области Украины. Де факто — с 2014 года населённый пункт контролируется самопровозглашённой Луганской Народной Республикой.

## География
Соседние населённые пункты: посёлок Садово-Хрустальненский и город Вахрушево (примыкает) на западе, посёлки Красный Кут на северо-западе, Софиевский и Тамара на севере, Хрустальный и село Зелёный Гай на северо-востоке, города Красный Луч (примыкает) на востоке, Миусинск на юго-востоке, посёлок Княгиневка на юге, село Коренное на юго-востоке.

## История
28 октября 1938 года Хрустальное получило статус посёлка городского типа.

## Население
В январе 1989 года численность населения составляла 2152 человека.
На 1 января 2013 года численность населения составляла 1428 человек.

## Транспорт
Расположен в 7 км от ж.-д. станции Красный Луч.

## Местный совет
94530, Луганская обл., Краснолучский горсовет, пгт. Хрустальное, ул. Б. Хмельницкого, 26